# Пушково (Кировоградская область)
Пушково (укр. Пушкове) — село в Побугской поселковой общине Голованевского района Кировоградской области Украины.
Население по переписи 2001 года составляло 442 человека. Почтовый индекс — 26553. Телефонный код — 5252. Занимает площадь 2,172 км². Код КОАТУУ — 3521486201.